# Мале Байкалово
Мале Байка́лово (рос. Малое Байкалово) — присілок у складі Кічменгсько-Городецького району Вологодської області, Росія. Входить до складу Єнангського сільського поселення.

## Населення
Населення — 2 особи (2010; 0 у 2002).